# Marteleira
Marteleira ist ein Ort und eine ehemalige Gemeinde (Freguesia) im portugiesischen Kreis Lourinhã. Die Gemeinde hatte 1767 Einwohner (Stand 30. Juni 2011).
Mit der Gebietsreform vom 29. September 2013 wurden die Gemeinden Marteleira und Miragaia zur neuen Gemeinde União das Freguesias de Miragaia e Marteleira zusammengeschlossen.